# U.S. Air Force Thunderbirds

Het logo van de Thunderbirds

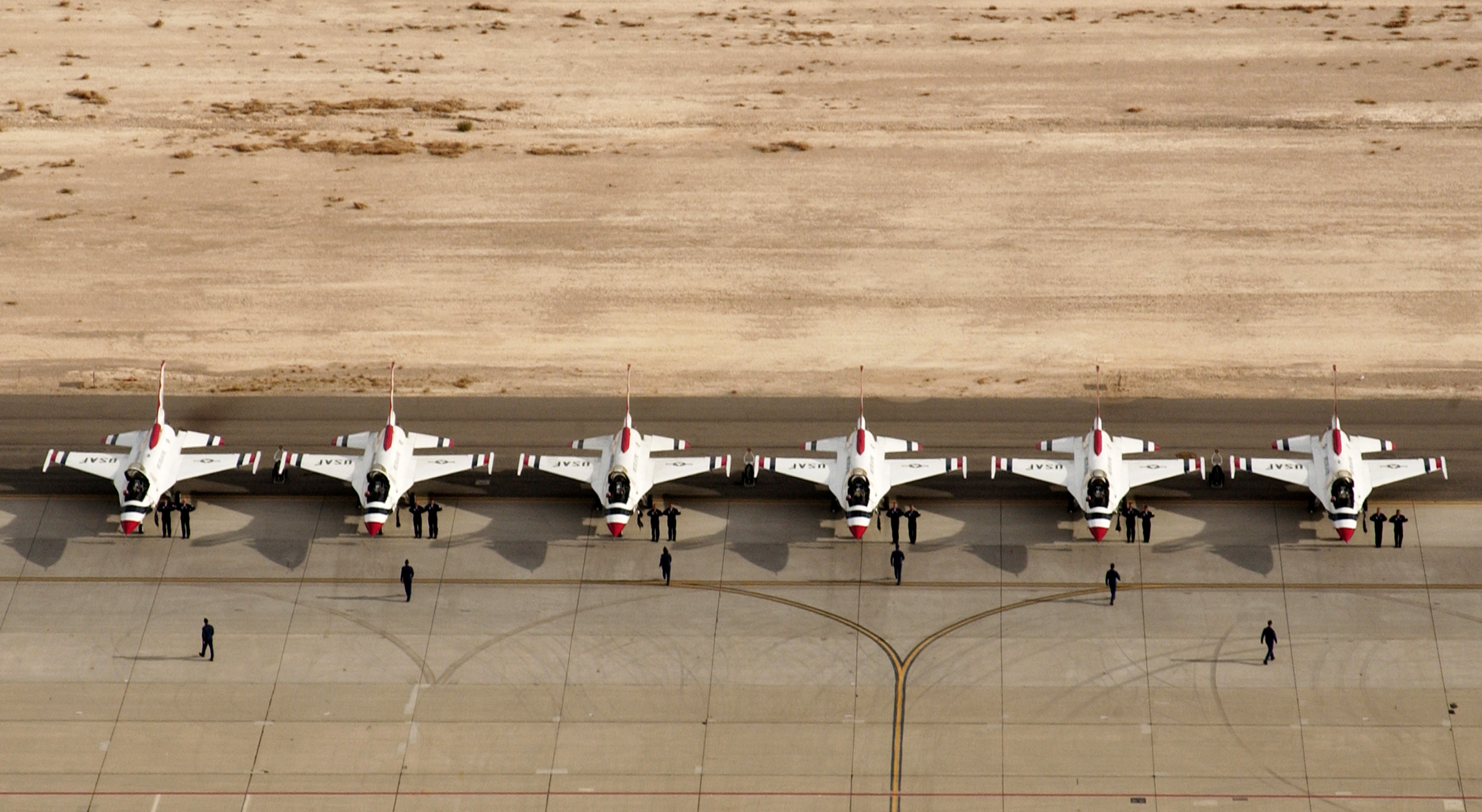
De Thunderbirds bij Nellis AFB, Las Vegas

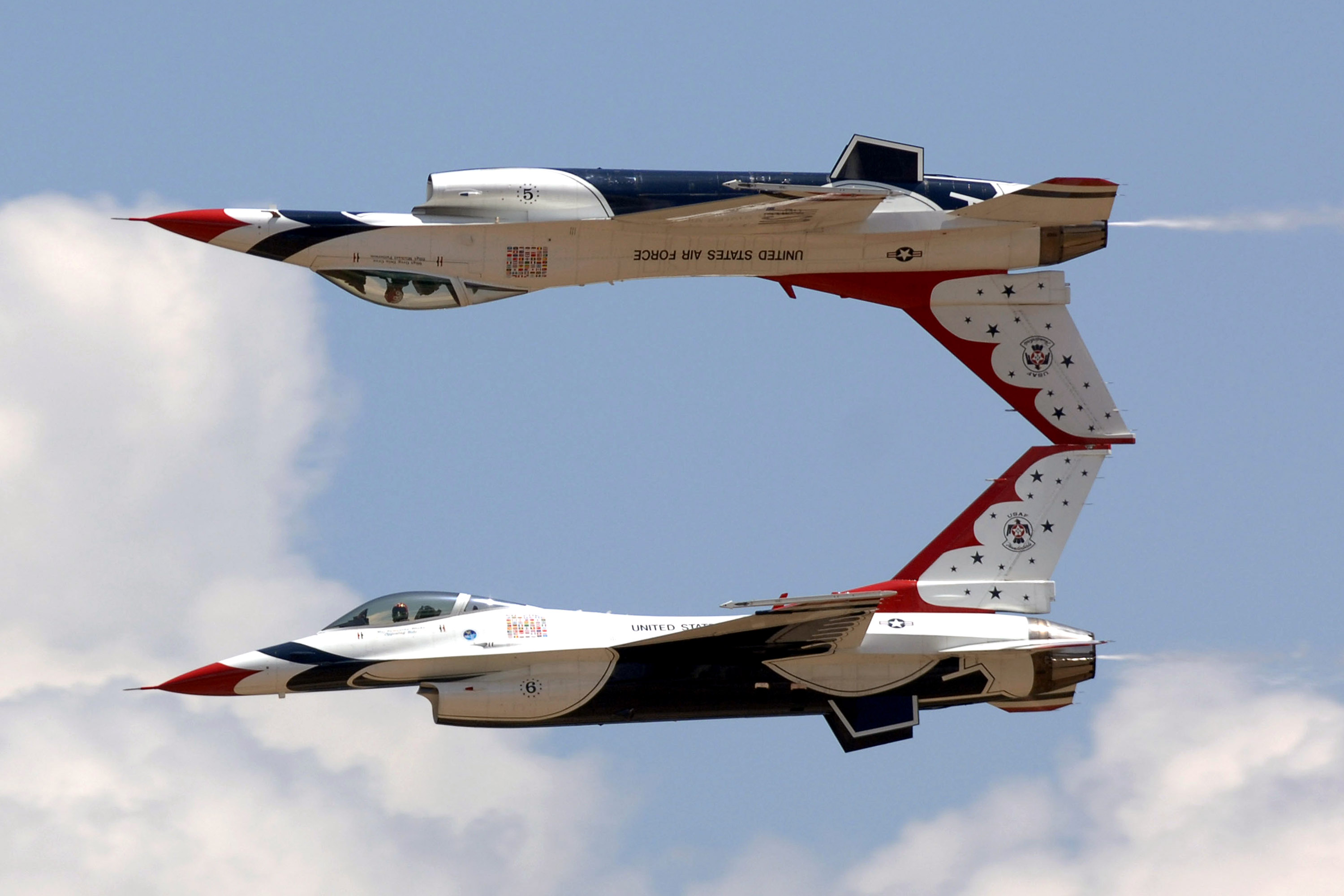
De Thunderbirds tijdens de 2007 U.S. Air Force Academy Graduation Ceremony

De U.S. Air Force Thunderbirds of kortweg Thunderbirds zijn een demonstratieteam van de U.S. Air Force (USAF). Het team is gestationeerd op Nellis AFB in Las Vegas (Nevada). Het team maakt geregeld tournees rond de wereld om hun vliegkunsten te vertonen. Hiervoor maken ze gebruik van gemarkeerde USAF F-16 Fighting Falcon straalvliegtuigen.
De Thunderbirds zijn eveneens lid van de Air Force, te weten van de 57th Wing.

## Geschiedenis
Het team werd oorspronkelijk opgericht op 1 januari 1953 als de 3600th Air Demonstration Team. Een week later maakten ze hun debuut op de Luke AFB. De eerste teamleider was majoor-generaal Dick Catledge. Het eerste vliegtuig gebruikt door het team was de Republic F-84 Thunderjet. In 1962 bezocht het team voor het eerst Europa voor een show. 
Het team geeft 88 demonstraties per jaar en heeft nog nooit om technische redenen een voorstelling gestaakt. 

## De huidige Thunderbirds
- Flying Thunderbird No.1 Lt Col Greg Thomas (Commandant/Leider)
- Flying Thunderbird No.2 Major Chris Austin (linkervleugel)
- Flying Thunderbird No.3 Major Kirby Ensser (rechtervleugel)
- Flying Thunderbird No.4 Major Scott Poteet (Slot)
- Flying Thunderbird No.5 Major Samantha Weeks (Lead Solo)
- Flying Thunderbird No.6 Major T. Dyon Douglas (Opposing Solo)
- Flying Thunderbird No.7 Lt Col Rob Skelton (Operations Officer)
- Flying Thunderbird No.8 Major Anthony Mulhare (Advance Pilot/verteller)
- Thunderbird No.9 Major (Dr) Charla Quayle (Flight Surgeon)
- Thunderbird No.10 Capt Amy Glisson (Executive Officer)
- Thunderbird No.11 Capt Charles Ploetz (Maintenance Officer)
- Thunderbird No.12 Capt Elizabeth Kreft (Public Affairs Officer)

## Ongelukken

Kapitein Chris Stricklin gebruikt zijn schietstoel om zijn F-16 te verlaten tijdens een airshow in September 2003.

De Thunderbirds hebben meer dan 4000 luchtshows opgevoerd wereldwijd. Gedurende al die shows heeft het team twee keer een fataal ongeluk gehad.
Het eerste was op 4 juni 1972. Toen kwam majoor Joe Howard om terwijl hij vloog met Thunderbird 3, een F-4E. Zijn vliegtuig kreeg problemen met de stabilo en Howard moest zichzelf in veiligheid brengen met zijn schietstoel. Hij kwam echter desondanks terecht in de vuurbal die ontstond toen zijn vliegtuig ontplofte. Het tweede ongeluk was op 9 mei 1981. Toen verongelukte David "Nick" Hauck tijdens een demonstratie met Thunderbird 6, een T-38. Zijn vliegtuig kreeg motorproblemen en vloog in brand tijdens een noodlanding.